# Se stasera sono qui (album)
Se stasera sono qui è una raccolta del cantautore italiano Luigi Tenco, pubblicata postuma nel 1967.

## Descrizione
Si tratta della seconda antologia di Tenco curata dalla Casa discografica milanese Dischi Ricordi, poco tempo dopo Ti ricorderai di me.... Come per quest'ultima, anche qui sono alternati brani già usciti su disco fra il 1960 e 1962 e registrazioni inedite risalenti a quell'epoca, a partire dalla title track, rimasta come provino nell'esecuzione dell'autore, nel frattempo lanciata da Wilma Goich, quindi pubblicata su singolo (in contemporanea all'album) nella versione di Tenco, con l'aggiunta di un nuovo arrangiamento orchestrale.
Nella raccolta sono contenuti altri quattro inediti del periodo Ricordi: Averti fra le braccia, Volevo averti per me (cover del brano di Gino Paoli), Io vorrei essere là (in una prima versione, più completa nel testo rispetto alla successiva che Tenco registrò nel 1966 per il suo terzo album) e Chi mi ha insegnato.
La raccolta è stata pubblicata dalla Dischi Ricordi nel 1967 in formato LP con numero di catalogo MRP 9033. Sempre nel 1967 la raccolta è stata pubblicata anche in Brasile dall'etichetta discografica Chandler. Negli anni seguenti l'album è stato ristampato numerose volte in formato LP, musicassetta e infine in CD dalla Ricordi e dalla Sony BMG.

## Tracce
Lato A
1. Se stasera sono qui (testo: Mogol – musica: Luigi Tenco)
2. Tra tanta gente (testo: Luciano Salce – musica: Ennio Morricone)
3. Averti fra le braccia (Luigi Tenco)
4. Una brava ragazza (Luigi Tenco)
5. Volevo averti per me (Gino Paoli)
6. Cara maestra (Luigi Tenco)
7. Come le altre (testo: Calibi, Pinchi – musica: Rudy Revil)

Lato B
1. Se qualcuno ti dirà (testo: Screwball – musica: Gian Franco Reverberi)
2. Io vorrei essere là (Luigi Tenco)
3. Chi mi ha insegnato (Luigi Tenco)
4. La ballata dell'eroe (testo: Fabrizio De André – musica: Elvio Monti)
5. Triste Sera (testo: Luigi Tenco – musica: Gian Franco Reverberi)
6. I miei giorni perduti (testo: Serafino di Tomaso – musica: Gian Franco Reverberi)
7. Una vita inutile (testo: Luigi Tenco – musica: Gian Franco Reverberi)

Orchestra diretta da Gian Piero Reverberi: A1, A3, A5, B1, B5, B6, B7.

Orchestra diretta da Ennio Morricone: A2.

Orchestra diretta da Giampiero Boneschi: A4, A6, B2, B3.

Orchestra diretta da Enzo Ceragioli: A7.